# Walter Audisio
Walter Audisio (ur. 28 czerwca 1909 w Alessandrii, zm. 11 października 1973 w Rzymie) – włoski polityk i przywódca komunistycznych partyzantów. Z jego ręki zginął Benito Mussolini.